# Wydział II Sztabu Generalnego Chińskiej Armii Ludowo-Wyzwoleńczej
Wydział II Sztabu Generalnego Chińskiej Armii Ludowo-Wyzwoleńczej (chin. 情报部 Er Bu Qingbao bu, dosłownie: Wydział Wywiadu), jeden z wydziałów Sztabu Generalnego ChAL-W ChRL, odpowiadający za wywiad wojskowy. Jest jedną z dwóch instytucji chińskiego wywiadu zagranicznego obok Biura Spraw Zagranicznych Ministerstwa Bezpieczeństwa Państwowego ChRL. Przykładem sukcesu chińskiego wywiadu wojskowego jest m.in. zdobycie informacji o Buławie.
Jego działalność obejmuje gromadzenie wszelkich informacji o charakterze wojskowym, naukowym i technicznym dot. wojskowości oraz ich analizę. Materiały wywiadowcze gromadzone są przez żołnierzy - dyplomatów ataszatów wojskowych, organizacji międzynarodowych, żołnierzy wywiadu nielegalnego (bez immunitetu dyplomatycznego). Posługują się rozpoznaniem osobowym pozyskując OZI, rozpoznaniem telekomunikacji, IT i techniki radiowej (SIGINT) oraz pozyskując i analizując powszechnie dostępne informacje (OSINT).
Oprócz Qingbaobu istnieją także inne jednostki organizacyjne sztabu, które odpowiadają za działalność wywiadowczą:
- Wydział III Sztabu Generalnego zajmuje się nasłuchem i przechwytywaniem komunikatów radiowych obcych sił zbrojnych, wykorzystując w tym celu własne stacje nasłuchowe[3].
- Wydział IV Sztabu Generalnego odpowiada za rozpoznanie pracy radarów i zbliżonej techniki (ELINT)[4].
- Wydział Łączności znany także pod nazwą Chińskiego Stowarzyszenia Dobrych Stosunków Międzynarodowych, służba specjalna istniejąca w ramach Głównego Wydziału Politycznego, organu odpowiadającego za wychowanie polityczne ChALW[5].